# Euseius latro
Euseius latro är en spindeldjursart som först beskrevs av Shahid, Siddiqui och Mohammad Nazeer Chaudhri 1984.  Euseius latro ingår i släktet Euseius och familjen Phytoseiidae. Inga underarter finns listade i Catalogue of Life.